# شين جي
شين جي (هانغل: 신지) هي مغنية وكاتبة أغاني وممثلة كورية جنوبية، ولدت في 18 نوفمبر 1981 في إنتشون في كوريا الجنوبية.